# Abu-Bakr ibn Abd-al-Karim
Abu-Bakr ibn Abd-al-Karim (àrab: أبو بكر بن عبد الكريم, Abū Bakr b. ʿAbd al-Karīm) fou caid de Marràqueix, successor del seu pare Abd-al-Karim ibn Abi-Bakr quan aquest va morir el juliol de 1668. No va arribar a governar dos mesos. El 7 de setembre de 1668 Mulay al-Rashid va ocupar la ciutat i va posar fi al govern del Xabbana. Abu-Bakr i els seus cosins foren capturats i després executats i la tribu Xabbana delmada. El cadàver d'Abd-al-Karim ibn Abi-Bakr fou desenterrat i cremat.